# Zbigniew Preisner
Zbigniew Antoni Preisner, né le 20 mai 1955 à Bielsko-Biała en Pologne, est un compositeur de musique de films polonais, récompensé par deux fois par le César de la meilleure musique de film, en 1995, pour Trois couleurs : Rouge, et en 1996, pour Élisa.

## Biographie
Zbigniew Preisner  fait des études d'histoire et de philosophie à Cracovie. Il est complètement autodidacte en musique, n'ayant jamais reçu de formation scolaire dans ce domaine. Son style est surtout romantique, et il reconnaît en Jean Sibelius une de ses sources.
Il acquit une notoriété particulière du fait de sa collaboration avec le cinéaste polonais Krzysztof Kieślowski, en mémoire duquel il publie une œuvre non destinée au cinéma en 1998, Requiem dla mojego przyjaciela (Requiem pour mon ami), méditation en musique sur la mort et l'espérance chrétienne en l'au-delà, dans des thèmes musicaux qui s'inspirent des traditions de la musique religieuse occidentale et orientale. Il semble qu'à l'origine de ce mémorial, il y a un projet cinématographique commun des deux hommes, qui ne vit pas le jour du fait du décès de Kieślowski. La chanteuse soprano polonaise Elżbieta Towarnicka qui chante dans Requiem pour mon ami est aussi celle avec laquelle Zbigniew Preisner fait tous ses enregistrements de soprano dans toute sa musique.
Le morceau Lacrimosa est utilisé pour accompagner la séquence de la création de l'univers dans le film The Tree of Life de Terrence Malick, qui remporte la Palme d'or au festival de Cannes 2011.
Il compose le thème musical de People's Century, un documentaire monumental de 26 parties réalisé conjointement en 1994 par les chaines télévision de la BBC au Royaume-Uni et de PBS aux États-Unis.
Il reçoit un César en 1996 pour son travail  (avec Michel Colombier et Serge Gainsbourg) sur Élisa de Jean Becker. On peut aussi mentionner un autre César en 1995 pour Trois couleurs : Rouge, et l'ours d'argent du Festival du film de Berlin en 1997 pour The Island on Bird Street.
Zbigniew Preisner travaille avec divers cinéastes, tels que Louis Malle, Agnieszka Holland (avec laquelle il a collaboré dans Trois couleurs : Bleu) ou Jean Becker pour Effroyables Jardins. Il a également participé avec Thomas Vinterberg à It's All About Love en 2003, ou encore l'orchestration de On an Island de David Gilmour en 2006.
Son projet le plus vaste pour orchestre, chœur et solistes, Silence, Night and Dreams, fondé sur des textes tirés du Livre de Job, sort le 4 février 2008. À cette occasion, Zbigniew Preisner se produit en concert pour la première fois en France, le 19 mars 2008 au Grand Rex.
La musique composée pour le film de Claude Miller, Un secret, a été citée aux Césars 2008.
En 2006, il collabore avec David Gilmour sur son troisième album solo On an Island sur lequel il fait les orchestrations de 9 des dix morceaux du disque. Deux ans plus tard, ils se retrouvent pour un concert donné à Gdansk, Zbigniew Preisner s'occupe des arrangements orchestraux et dirige l'orchestre, il est donc sur l'album et le DVD Live in Gdansk produit en 2008. Puis les deux musiciens se retrouvent en 2015 alors que Gilmour enregistre son quatrième album solo, Rattle That Lock, sur lequel Zbigniew s'occupe encore des orchestrations. Par la suite, David fera de nouveau appel à Zbigniew pour diriger le Wrocław Philharmonic Orchestra lors du concert donné à Pompeii, il figure donc sur l'album Live at Pompeii publié en 2017. 

## Musiques de film

### Cinéma

#### Longs métrages
- 1983 : Prognoza pogody d'Antoni Krauze
- 1984 : Sans fin (Bez konca) de Krzysztof Kieślowski
- 1986 : Kolysanka d'Efraim Sevela
- 1986 : Lubie nietoperze de Grzegorz Warchol
- 1988 : Tu ne tueras point (Krótki film o zabijaniu) de Krzysztof Kieślowski
- 1988 : Brève histoire d'amour (Krótki film o milosci) de Krzysztof Kieślowski
- 1988 : Kocham kino de Piotr Lazarkiewicz
- 1988 : Dziewczynka z hotelu Excelsior d'Antoni Krauze
- 1989 : Ostatni dzwonek de Magdalena Łazarkiewicz
- 1990 : W srodku Europy de Piotr Lazarkiewicz
- 1990 : La Guerre des nerfs (Eminent Domain) de John Irvin
- 1990 : Europa Europa (Hitlerjunge Salomon) d'Agnieszka Holland
- 1991 : La Double Vie de Véronique (Podwójne życie Weroniki) de Krzysztof Kieślowski
- 1991 : At Play in the Fields of The Lord d'Héctor Babenco
- 1992 : Fausse Sortie (Zwolnieni z zycia) de Waldemar Krzystek
- 1992 : Olivier, Olivier d'Agnieszka Holland
- 1992 : Fatale de Louis Malle
- 1993 : Le Jardin secret (The Secret Garden) de Agnieszka Holland
- 1993 : Trois Couleurs : Bleu de Krzysztof Kieślowski
- 1993 : Le Fil de l'horizon (O Fio do Horizonte) de Fernando Lopes
- 1994 : Trois Couleurs : Blanc de Krzysztof Kieślowski
- 1994 : Pour l'amour d'une femme (When a Man Loves a Woman) de Luis Mandoki
- 1994 : Trois Couleurs : Rouge de Krzysztof Kieślowski
- 1994 : Mouvements du désir de Léa Pool
- 1994 : Quartet in 4 Mouvements (Kouarteto se 4 kiniseis) de Luca Rikaki
- 1995 : Élisa de Jean Becker
- 1995 : Feast Of July de Christopher Menaul
- 1995 : Le Mystère des fées : Une histoire vraie (Fairytale: A True Story) de Charles Sturridge
- 1997 : L'Étoile de Robinson (The Island on Bird Street) de Søren Kragh-Jacobsen
- 1998 : Cœur allumé (Corazón iluminado) de Héctor Babenco
- 1999 : The Last September de Deborah Warner
- 1999 : Dreaming of Joseph Lees d'Eric Styles
- 2000 : Aberdeen de Hans Petter Moland
- 2001 : Weiser de Wojciech Marczewski
- 2002 : Cœurs inconnus (Between Strangers) d'Edoardo Ponti
- 2003 : It's All About Love de Thomas Vinterberg
- 2003 : Effroyables Jardins de Jean Becker
- 2003 : Supertex de Jan Schütte
- 2004 : Le Beau Pays (The Beautiful Country) de Hans Petter Moland
- 2005 : Harrys döttrar de Richard Hobert
- 2006 : Le Champion du siècle (Sportman van de Eeuw) de Mischa Alexander
- 2007 : Un secret de Claude Miller (musique nommée aux césars 2008)
- 2008 : Anonyma - Eine Frau in Berlin de Max Färberböck
- 2012 : Aglaja de Krisztina Deák
- 2014 : A História Da Eternidade de Camilo Cavalcante
- 2015 : Lost and Love
- 2015 : The Daughter (Angelica)  de Mitchell Lichtenstein
- 2015 : My Hindu Friend (Meu Amigo Hindu) d'Héctor Babenco
- 2016 : Dear Child de Luca Ammendola
- 2016 : Lies We Tell de Mitu Misra
- 2016 : La Reine d'Espagne (La Reina de España) de Fernando Trueba
- 2017 : Valley of Shadows (en) de Jonas Matzow Gulbrandsen
- 2017 : Lies We Tell de Mitu Misra
- 2020 : L'Oubli que nous serons de Fernando Trueba

#### Courts métrages
- 1990 : Utolsó hajó de Béla Tarr
- 1997 : Migrations de Constantin Chamski (sous le nom de H. Van den Budenmayer)
- 1998 : Liv d'Edoardo Ponti
- 2003 : Anaesthesia de Slawomir Berganski
- 2017 : Tortures de Beata Poźniak

### Télévision

#### Séries télévisées
- 1987-1988 : Le Décalogue (Dekalog) de Krzysztof Kieślowski  (10 épisodes)
- 1994 : La marche de Radetzky (Radetzky March) d'Axel Corti (mini-série) (3 épisodes)
- 2017 : Dies irae dans The Crown

#### Téléfilms
- 1984 : Psychoterapia de Maciej J. Drygas
- 1986 : Ucieczka de Tomasz Szadkowski
- 1986 : Le contact (Przez dotyk) de Magdalena Lazarkiewicz
- 1988 : Sami dla siebie de Stanislaw Jedryka

#### Documentaires
- 1986 : Czy bedzie wojna de Krzysztof Magowski
- 1990 : City Life
- 1991 : Kieslowski: Dialogue de Jean-Michel Laumonier
- 1995 : De Aegypto de Jolanta Ptaszynska
- 1996 : Krzysztof Kieslowski: I'm So-So... de Krzysztof Wierzbicki
- 1996 : Bruggen
- 2005 : 1966-1988: Kieslowski, cinéaste polonais de  Luc Lagier
- 2008 : Menachem & Fred de Ronit Kertsner et Ofra Tevet

## Musique pour orchestre ou instrument
- Requiem for My Friend (1998), en hommage à  Krzysztof Kieślowski
- Dix pièces pour piano (2000)
- Silence, Night and Dream (2007)

## Collaborations

### David Gilmour
- 2006 : On an Island
- 2008 : Live in Gdańsk
- 2015 : Rattle That Lock
- 2017 : Live at Pompeii